# Le Zitelle
Biserica Prezentarea la Templu a Sfintei Fecioare Maria (italiană Chiesa Santa Maria della Presentazione), cunoscută ca Le Zitelle, este o biserică romano-catolică din orașul italian Veneția, situată în extremitatea estică a insulei Giudecca, nu departe de Il Redentore. 
Biserica datează din secolul al XVI-lea și este dedicată Intrării Maicii Domnului în Biserică (sărbătoarea este denumită Prezentarea la Templu a Sfintei Fecioare Maria în calendarul catolic). Ea face parte dintr-un vechi complex care adăpostea fetele tinere ("zitelle" în limba italiană) care nu aveau zestre. 
În prezent biserica este deschisă doar în zilele de duminică, iar Hotelul Bauer a achiziționat fosta mănăstire și a transformat-o într-un hotel de lux cu 50 camere - Palladio.

## Istoric
Biserica face parte dintr-un complex ecleziastic înființat de iezuitul Benedetto Palmio pentru a educa și întreține fetele sărace; în acea epocă fetele care erau de vârsta măritișului (numite "zitelle"), dar prea sărace pentru a avea o zestre, sfârșeau de cele mai multe ori prin a se deda prostituției (care nu era împiedicată de nobilii și administrația locală a Republicii Venețiene). 
Surse din secolul al XVII-lea atribuie proiectul bisericii arhitectului Andrea Palladio, dar cercetările efectuate, inclusiv cele mai recente, nu au reușit să găsească documente sau desene care să confirme implicarea lui Palladio în realizarea proiectului. În fapt, majoritatea specialiștilor și-au exprimat îndoieli serioase cu privire la această atribuire.
Documentele confirmă cumpărarea terenului în 1561 pe insula Giudecca, dar începerea construcției a avut loc după moartea lui Palladio; astfel, prima piatră a fost pusă în 1581, iar biserica a fost sfințită în 1588. Într-adevăr, încă din anii 1575-1576, documentele arată achiziții importante de materiale de construcții, probabil destinate bisericii. Pe această bază, ipoteze recente sugerează un posibil proiect al lui Palladio, conceput pe la mijlocul anilor 1570, dar nici fațada și nici interiorul bisericii nu prezintă trăsăturile caracteristice ale stilului arhitectului vicentin. Poate să fie vorba, de asemenea, de o realizare extrem de neîndemânatică și nefidelă.

## Descriere
Edificiul institutului, în formă de potcoavă, înconjoară biserica, având o curte în spațiul exterior din spatele absidei.
O cornișă împarte orizontal fațada bisericii în două niveluri. Nivelul inferior este dominat de portalul situat în centru; o jumătate de coloană este dispusă de o parte și de alta și este surmontată de un fronton triunghiular ascuțit. Două ferestre înalte și arcuite îl încadrează, urmate de doi dubli pilaștri plați.
La nivelul superior, dispunerea pilaștrilor este similară și spațiul central este ocupat de un perete vitrat. Fațada este surmontată de un fronton și de două turnuri clopotniță mici (dispuse simetric deasupra timpanului) care accentuează mișcarea de elevație către o cupolă mare cu un lanternou impresionant.
Silueta ansamblului format din cele două turnuri, cupolă și lanternou are o anumită asemănare cu cea a Tempietto Barbaro, ultima lucrare a lui Palladio construită în apropierea villei omonime din provincia Treviso.
Interiorul are un plan central, fiind dominat de bolta cupolei. În altarul din capela din stânga se află picturi realizate de Aliense: Madonna col Bambino, San Francesco e il procuratore Federico Contarini, în altarul principal este tabloul Presentazione al Tempio de Leandro Bassano, iar în altarul din capela din dreapta Orazione nell'orto e committenti de Palma cel Tânăr.
Unele spații cu acces direct în institut evidențiază legătura strânsă între biserică și institut.

## Institutul
Biserica din Veneția și-a stabilit ca scop principal, odată cu înființarea institutului, să educe fetele tinere aflate la vârsta măritișului (denumite Zitelle), dar prea sărace pentru a avea zestre, și de a le învăța o meserie artizanală cum ar fi cusătoria sau dantelăria.
Această asistență prevenea astfel ca acele fete să fie nevoiet să aleagă prostituția pentru a obține mijloacele de trai.
Lucrările de dantelărie realizate în acest institut sunt celebre și foarte căutate.

## Imagini

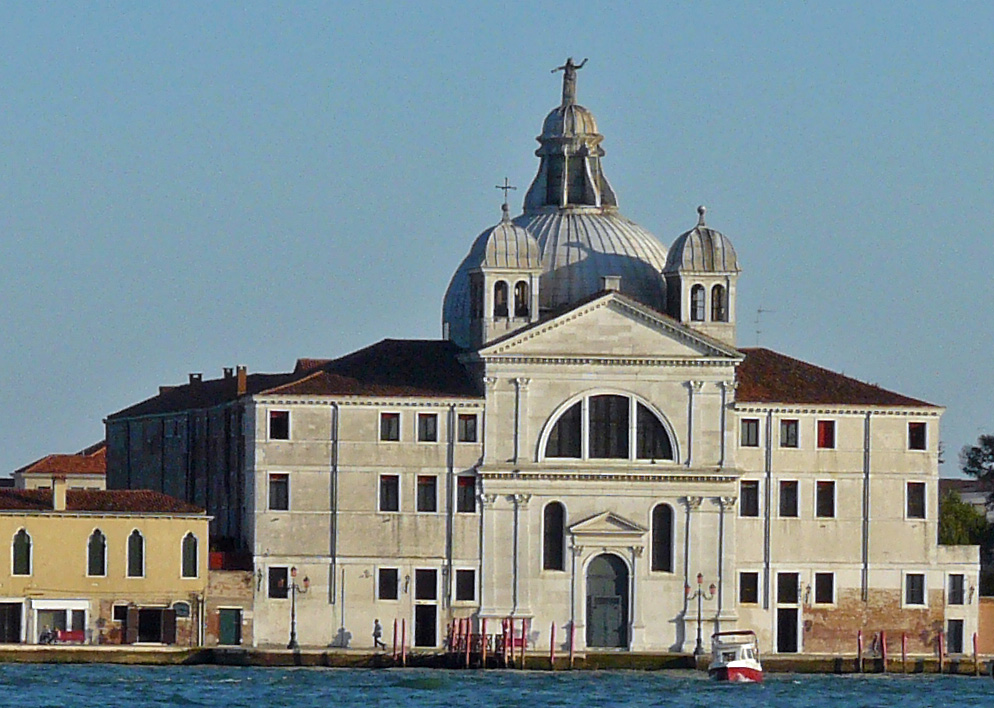
Biserica văzută din Piaţa San Marco
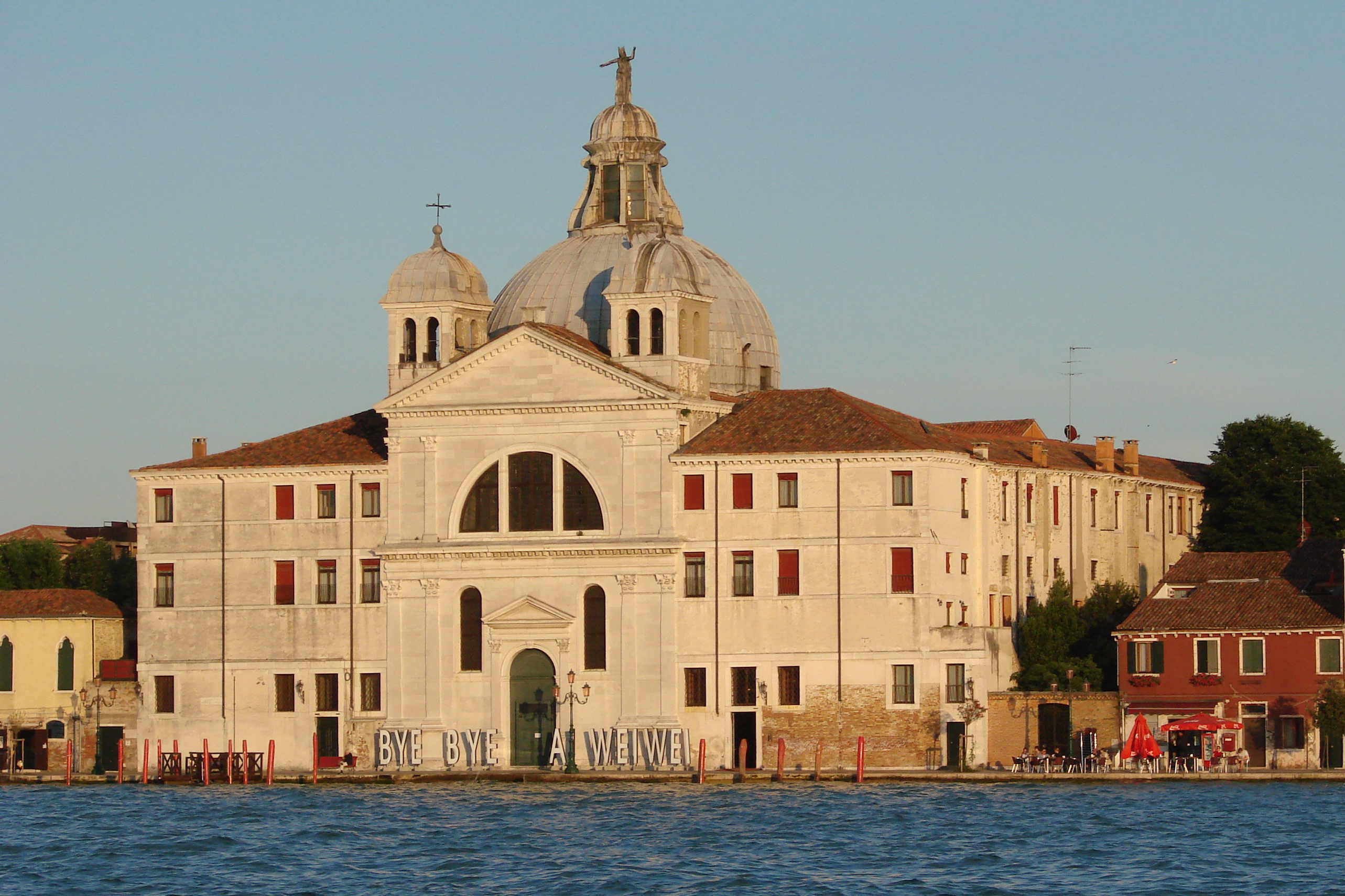
Faţada
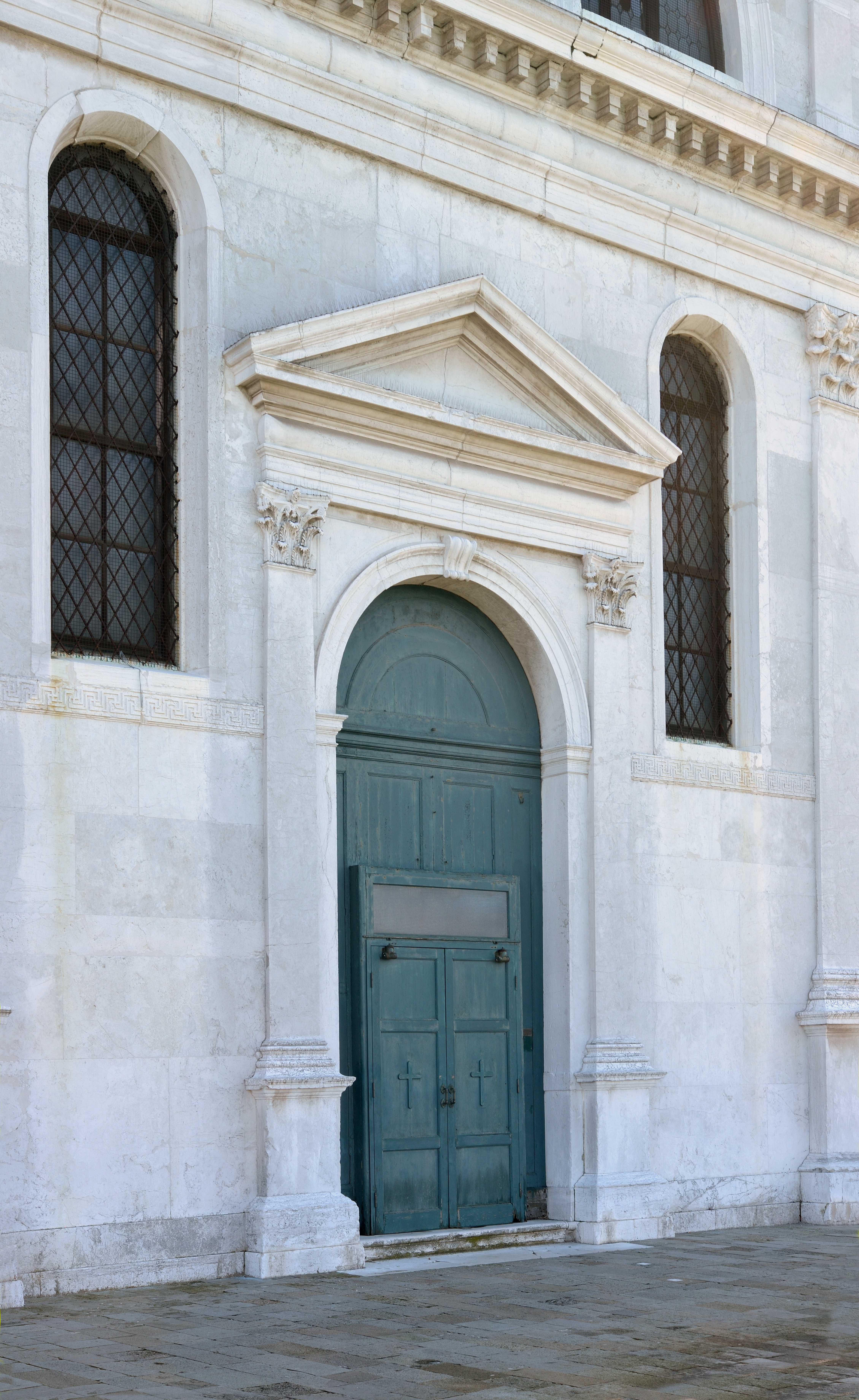
Detaliu al portalului